# 白いボールのファンタジー
『白いボールのファンタジー』（しろいボールのファンタジー）は、パシフィック・リーグの連盟公認テーマソングである。

## 概要
パ・リーグでは1950年の結成当初から連盟歌「おおわがパシフィック」（作詞・サトウハチロー、作曲・古関裕而）を有していたが、1976年にセントラル・リーグが連盟歌「六つの星」を制定したこともあり、1977年11月末に2代目の連盟歌を制作することを決めて歌詞を一般公募した。翌1978年1月24日、東京・銀座の連盟事務所にて入選作品を発表。作曲家の中村八大が審査委員長となり、全国から寄せられた5285通の応募の中から、嶋田冨士彦の作品を最優秀作品に選出。
これに中村が曲を付け、チト河内（クニ河内の実弟）編曲、トランザムの歌（ボーカルは高橋伸明）・演奏で、1978年3月にビクター音楽産業（日本ビクターレコード）が製作した。
ただ、製作当時は非売品扱いで、5000枚がプレスされた後に関係者に配られたのみであった。
やがて年月が経ち、同曲は阪急ブレーブス（オリックス・ブレーブス移行後は流れず）、福岡ソフトバンクホークス、千葉ロッテマリーンズ、大阪近鉄バファローズ、西武ライオンズ、などのパ・リーグ球団でホームゲームの試合前に流されていた。なお大阪ドーム（京セラドーム大阪）の近鉄戦の試合前に流されていた（2005年は流されていなかったが、その後1番のみ流れるようになった）。ダイエー→ソフトバンクの主催試合でも福岡移転当初から平和台野球場、福岡ドームでは現在も毎試合、試合前の練習中に流されている。
当初、1番の最初の歌詞は「夕映え染まるスタジアム」であったが、デイゲームの試合も多く行われることを考慮し、「青空に輝くスタジアム」に変更になった。
セ・パ交流戦やオールスターゲームでは、パ・リーグ側のチームの応援団がイニング間に同曲を歌い、応援する光景も見られる。

## ジャケット
本作のEP・CDのジャケットは、パ・リーグの連盟旗と6球団の球団旗が印刷されている。
オリジナルの非売品EPでは1978年当時存在した阪急ブレーブス、南海ホークス、ロッテオリオンズ、近鉄バファローズ、日本ハムファイターズ、クラウンライターライオンズの球団旗が印刷されており、2004年の再リリース盤では阪急・南海・クラウンライターがそれぞれ後身球団のオリックス・ダイエー・西武のものに、ロッテと日本ハムが2004年時点のものに差し替えられていたが、翌2005年にオリックスを近鉄と合併後のものに、ダイエーをソフトバンクのものに、球団がオリックスと合併して消滅した近鉄を新設された東北楽天ゴールデンイーグルスのものに差し替えた改訂版が登場している。

## 2004年球界再編問題において
2004年、オリックス・ブルーウェーブと大阪近鉄バファローズの球団合併問題からパ・リーグ消滅・1リーグ化の機運が高まった時に、この曲が多くのパ・リーグファンによって口ずさまれ出し、「パ・リーグの存続」という意識を高めるテーマソングと化した。パ・リーグ公式戦の場でも、応援合戦の際に両チームの応援団ともこの曲を歌い合い、応援するチームとは別に、リーグ存続のために協調しよう、とのメッセージ交換とも言うべき光景がこのシーズン中各球場で見られた。
ネットなどで歌詞や楽譜を載せたサイトは既にあったが、それとは別に、「もう一度オリジナル曲が聴きたい」という声が日増しに高まっていった。レコードを製作したビクター側もファンの熱意に押され、再リリース化に向けて動き出したが、以前製作したのが20年以上前と古く、何より非売品であったためオリジナルのマスターテープが所在不明となっていたことや、レコードから盤起こしする場合でも状態の良いものが必要なため、再リリース化は困難を極めた。
ところが、同年8月になって、ようやく同社倉庫からマスターテープが発見され、再び日の目を見ることとなった。その後、同年9月29日にビクターからシングルCDとして再リリースされ、オリコン週間チャート最高41位を記録した。その後発売されたコンピレーションアルバム「COREZO! トランザム ベスト」にも収録された。
2004年9月23日、大阪ドームでの近鉄対オリックス戦での試合前、来場者に対してオリックス・近鉄球団選手も含む12球団の選手の歌声を収録した日本プロ野球選手会公認CD（非売品）を配布している。なおこのCDに収録されている歌詞はセ・リーグの選手も参加しているということで、一部が変更になっている。
参加選手（当時の所属球団）、アーティスト
礒部公一・川尻哲郎・大西宏明・鷹野史寿（近鉄）、金田政彦（オリックス）、建山義紀・金村曉（日本ハム）、古田敦也・五十嵐亮太（ヤクルト）、今岡誠（阪神）、嶋重宣・永川勝浩（広島）、サンプラザ中野・バーベQ和佐田（爆風スランプ）、田中雅之（元クリスタル・キング）、AXBITES（前田英勝、山口将宏、熱海岳志、逢川唯人）

## 収録曲
1. 白いボールのファンタジー
  - 作詞: 嶋田富士彦、作曲: 中村八大、編曲: チト河内
2. 白いボールのファンタジー（マーチ・バージョン）
  - 作曲: 中村八大、編曲: 田辺信一

マーチ・バージョンは2015年時点で、文化放送ライオンズナイター内に挿入される交通情報のBGMとして流れていた。